# غار کاسمایل
اشکفت کاسمایل مربوط به دوران فرادیرینه‌سنگی است و در شهرستان ممسنی، بخش مرکزی، دهستان فهلیان، ۷۰۰ متری جنوب روستای شاکی واقع شده و این اثر در تاریخ ۲۶ اسفند ۱۳۸۶ با شمارهٔ ثبت ۲۱۸۸۴ به‌عنوان یکی از آثار ملی ایران به ثبت رسیده است.